# Dicranomyia basistylata
Dicranomyia basistylata är en tvåvingeart som först beskrevs av Alexander 1928.  Dicranomyia basistylata ingår i släktet Dicranomyia och familjen småharkrankar.
Artens utbredningsområde är Jamaica. Inga underarter finns listade i Catalogue of Life.